# Ballhausplatz
Der Ballhausplatz ist ein historischer Platz im 1. Wiener Gemeindebezirk Innere Stadt. Er liegt zwischen dem Volksgarten, dem Bundeskanzleramt, der Hofburg und dem Heldenplatz. Das Wort Ballhausplatz ist auch eine Metonymie für die österreichische Bundesregierung und das Amt des Bundeskanzlers, vergleichbar mit der Bedeutung von Downing Street im Vereinigten Königreich. Jahrhundertelang war Ballhausplatz auch ein Synonym für das österreichische Außenministerium, das 286 Jahre dort residierte. Es befindet sich seit 2005 am Minoritenplatz/Herrengasse.

## Name
Der Name rührt von verschiedenen Ballhäusern her, die von 1741 bis 1903 hier standen. Bereits 1521 hatte der spätere Kaiser Ferdinand I. das Jeu de Paume in Wien eingeführt, eine Vorform des heutigen Badminton, das sich bald unter Aristokraten großer Beliebtheit erfreute.
Zuvor befanden sich an diesem Ort unter anderem die Bäckerei des Minoritenklosters, das Haus des Provinzials sowie ein kaiserlicher Meiereihof.

## Heutige Funktion

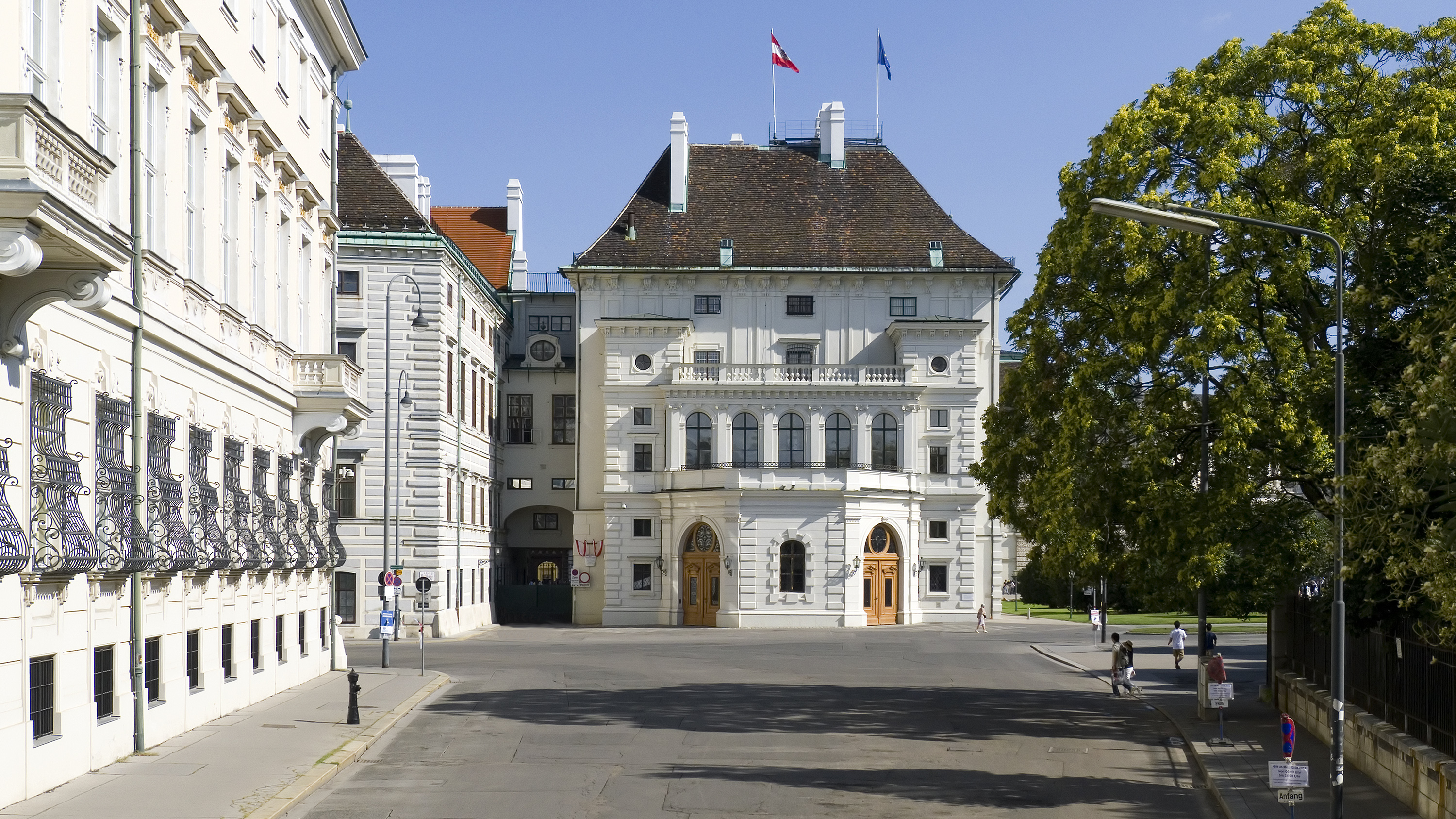
Südöstlicher Teil des Ballhausplatzes mit der Präsidentschaftskanzlei

Heute ist der Ballhausplatz das politische Machtzentrum Österreichs, da sich hier Einrichtungen wie das Bundeskanzleramt und die Präsidentschaftskanzlei befinden. Das Gebäude des Bundeskanzleramtes wurde von 1717 bis 1719 von Johann Lukas von Hildebrandt als „Geheime Hofkanzlei“ erbaut und diente bis 1918 als k.u.k. Außenministerium.
Auf Grund der politischen Bedeutung ist der Ballhausplatz heute ein bevorzugter Treff- und Mittelpunkt für politische Bewegungen wie Demonstrationen, Kundgebungen und Proteste. Markante Ereignisse auf diesem Platz waren die triumphale Rückkehr von Karl Schranz nach seinem Ausschluss von den Olympischen Winterspielen 1972 in Sapporo, der gemeinsam mit Bundeskanzler Bruno Kreisky auf dem Balkon des Bundeskanzleramts erschien und von Tausenden Fans begeistert begrüßt wurde, und die massiven Proteste gegen die Angelobung der Schwarz-blauen Koalition am 4. Februar 2000, die dazu führten, dass sich die neue Regierung durch einen unterirdischen Gang zur Angelobung in die Hofburg begeben musste.
Im Oktober 2014 wurde das Denkmal für die Verfolgten der NS-Militärjustiz von Olaf Nicolai durch Bundespräsident Heinz Fischer in einer feierlichen Zeremonie offiziell enthüllt, nachdem sich zahlreiche Vertreter der österreichischen Zivilgesellschaft durch Reden bzw. ihre Anwesenheit für die vollständige Rehabilitierung aller NS-Deserteure ausgesprochen hatten.